# Willisau
Willisau é uma comuna da Suíça, situada no cantão de Lucerna. Tem 41,18 km² de área e sua população em 2018 foi estimada em 7.780 habitantes.
Foi criada em 1 de janeiro de 2006, a partir da fusão das antigas comunas de Willisau Stadt e Willisau Land. Em 1 de janeiro de 2021, a antiga comuna de Gettnau também foi incorporada.